# جيمس إيفيرارد
جيمس إيفيرارد (بالإنجليزية: James Everard)‏ هو عسكري بريطاني، ولد في 23 سبتمبر 1962.